# Логотет на секретите
Логотетът на секретите (на средногръцки: λογοθέτης τῶν σεκρέτων), срещано и като логотет на секрета, е висша длъжност на централното управление във Византийската империя през XII век. Логотетът на секретите е ръководил дейността на почти всички секрети (имперски канцеларии), като в компетенциите му са попадали почти всички държавни актове и финансови въпроси. В началото на XIII век логотетът на секрета започва да се нарича велик логотет.
Длъжността логотет на секретите се споменава за първи път в един хрисовул на Алексий I Комнин от 1081 г. Службата е създадена в опит да се подобри координацията между различните имперски канцеларии, наричани секрети, които по това време представляват автономни административни служби, които упражняват икономически, финансов, юридически и фискален контрол в империята.. Логотетът на секретите се явявал главен контрольор, чиито правомощия се разпростират както върху финансите, така и върху цялата гражданска администрация. Освен това той е бил и арбитър в спорове между администрацията и други лица, което се доказва от факта, че през 1196 г. логотетът на секретите Йоан Велисариот е поставен начело на трибунал, събран, за да реши спор между администрацията и атонския манастир Великата лавра.
Предполага се, че за логотета на секретите, който по ранг и правомощия е стоял над останалите логотети, е било използвано и краткото название велик логотет, което е превърнато от императорите на Никея в официално название на длъжността. За първи път това е засвидетелствано в един хрисовул на Исак II Ангел, даден на Геноа през април 1192 г., в който логотетът на секретите Теодор Кастамонит – вуйчо на императора, е посочен като велик логотет.
След 1204 г. службата логотет на секретите престава да се спомена, изместена изцяло от тази на великия логотет, която се запазва до падането на Констсантинопол през 1453 г.